# Raión de Kozelsk
El raión de Kozelsk (ruso: Козе́льский райо́н) es un distrito administrativo y municipal (raión) ruso perteneciente a la óblast de Kaluga. Se ubica en el sureste de la óblast. Su capital es Kozelsk.
En 2021, el raión tenía una población de 38 596 habitantes.
El raión es limítrofe al este con la óblast de Tula.
Antes de la creación de la actual óblast de Kaluga en 1944, el raión de Kozelsk formaba parte de la óblast de Smolensk.

## Subdivisiones
Comprende 173 localidades agrupadas en 16 ayuntamientos, de los cuales 2 son urbanos y 14 rurales. Los dos ayuntamientos urbanos son los de las ciudades de Kozelsk (la capital) y Sósenski. Los catorce asentamientos rurales son los siguientes:
- Pueblo Berézichski Steklozavod
- Pueblo Burnáshevo
- Pueblo Volkónskoye
- Aldea Deshovki
- Aldea Kámenka
- Aldea Kireyevskoye Pervoye
- Aldea Lavrovsk
- Pueblo Nízhniye Pryski
- Aldea Pliuskovo
- Aldea Podborki
- Pueblo Pokrovsk
- Pueblo Popeliovo
- Aldea Senino-Pervoye
- Pueblo Chernýsheno